# 가유약
가유약(賈維鑰, ?~1600년)은 명나라의 장수이다.
병부상서계요도찰사(薊遼都察使)로서 임진왜란 때 명나라군을 이끌고 조선의 안주(安州) 등지에서 조선을 도와 왜군과 전투를 벌이다가  공을 세우고 돌아갔다. 이 후 정유재란이 일어나자 아들인 가상(賈祥)과 손자 가침(賈琛)을 데리고 다시 조선에 돌아와 소사, 남원 전투에서 활약했으며, 1600년 부산 포구 전투에서 아들 가상과 함께 전사했다.

## 참고 자료
- “가씨(賈氏) 본관(本貫) 소주(蘇州)입니다.”. 《한국족보출판사》. 2022년 9월 21일에 원본 문서에서 보존된 문서.